# Xot de Hoy
El xot de Hoy (Megascops hoyi) és una espècie d'ocell de la família dels estrígids (Strigidae). Habita boscos de muntanya del nord-oest de l'Argentina i sud de Bolívia. El seu estat de conservació es considera de risc mínim.